# Smiljan (Kroatien)
Smiljan ist ein Dorf in der hügeligen Landschaft der Lika in Zentralkroatien. Es gehört zur fünf Kilometer östlich gelegenen Stadt Gospić und liegt 11 Kilometer von der Autocesta A1 entfernt. Das Dorf zählt 446 Einwohner (2001).

## Berühmtester Sohn

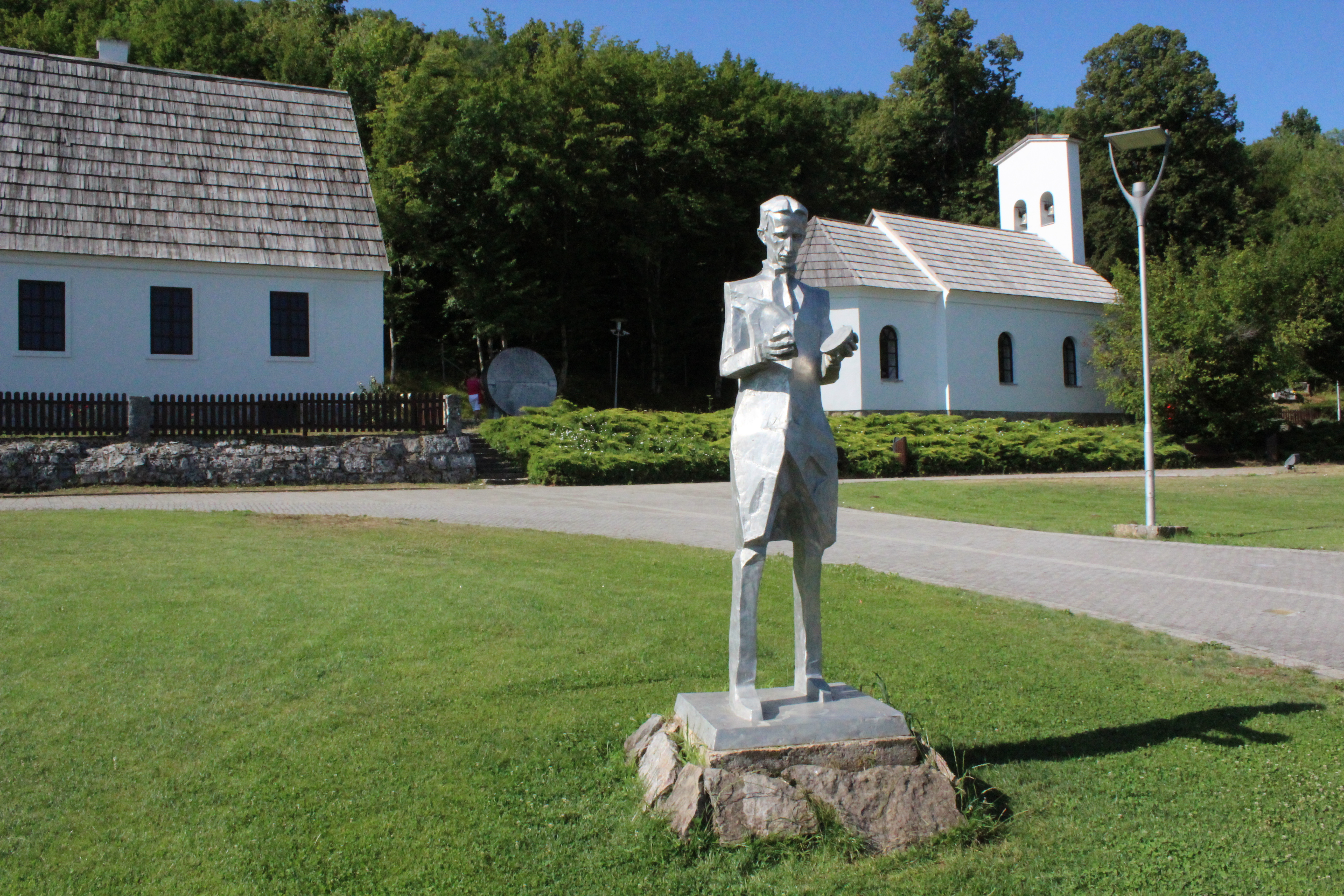
Teslas Geburtshaus und die Serbisch-orthodoxe Peter-und-Paul-Kirche in Smiljan

Nikola Tesla (1856–1943), Elektro-Ingenieur und bedeutender Erfinder, wurde hier geboren. In seinem Geburtshaus, dem Pfarrhaus der St.-Peter-und-Paul-Kirche, befindet sich eine Gedenkstätte. Die Lika gehörte zur Zeit seiner Geburt zur kroatischen Militärgrenze, die direkt dem österreichischen Kaiser Franz Joseph I. unterstand und 1882 in das Königreich Kroatien und Slawonien eingegliedert wurde.

## Weitere Persönlichkeiten
- Josip Čorak (1943–2023), Ringer
- Ferdinand Kovačević (1838–1913), Erfinder (Duplex (Nachrichtentechnik))
- Mile Miškulin (1873–1953), Politiker (Justizminister)
- Kata Pejnović (1899–1966), jugoslawische Volksheldin